# Scream for Me Brazil
Albums de Bruce Dickinson
The Chemical Wedding
(1998) The Best of Bruce Dickinson
(2001)
Scream for Me Brazil est un album en public de Bruce Dickinson, enregistré à São Paulo au Brésil en 1999 lors de la tournée suivant l'album The Chemical Wedding. Adrian Smith (guitariste d'Iron Maiden à la guitare) y est présent.

## Pistes de l'album
1. Trumpets of Jericho
2. King in Crimson
3. Chemical Wedding
4. Gates of Urizen
5. Killing Floor (Dickinson, Adrian Smith)
6. Book of Thel (Dickinson, Roy Z, Eddie Casillas)
7. Tears of the Dragon (Dickinson)
8. Laughing in the Hiding Bush (Dickinson, Roy Z, Austin Dickinson)
9. Accident of Birth
10. The Tower
11. Darkside of Aquarius
12. Road to Hell (Dickinson, Smith)